# Градини
Гради́ни (болг. Градини) — село в Добрицькій області Болгарії. Входить до складу общини Генерал-Тошево.

## Населення
За даними перепису населення 2011 року у селі проживали 48 осіб, усі — болгари.
Розподіл населення за віком у 2011 році:
Динаміка населення: